# Karl Broich
Karl Broich [bʁoːχ] (* 1. Oktober 1959) ist ein deutscher Arzt und Psychiater. Seit 2014 ist er Präsident des Bundesinstituts für Arzneimittel und Medizinprodukte (BfArM).

## Leben
Nach seinem Studium der Humanmedizin an der Rheinischen Friedrich-Wilhelms-Universität Bonn begann Broich 1985 seine Facharztausbildung in Nervenheilkunde und Psychiatrie in Bonn. Von 1990 bis 1991 befasste er sich während eines Forschungsaufenthaltes an der University of Pennsylvania mit der PET und SPECT-Darstellung von Neurotransmitterrezeptoren bei neurodegenerativen Erkrankungen. Nach seiner Facharztprüfung arbeitete Broich ab 1993 zunächst als Oberarzt und ab 1997 als leitender Oberarzt an der Klinik und Poliklinik für Psychiatrie und Psychotherapie der Martin-Luther-Universität Halle-Wittenberg. 2000 wechselte er als Fachgebietsleiter für Neurologie und Psychiatrie an das Bundesinstitut für Arzneimittel und Medizinprodukte in Bonn, wo er ab 2005 als Abteilungsleiter der Abteilung Zulassung 4 tätig war. 2009 wurde Broich zum Vizepräsidenten des BfArM ernannt. Seit August 2014 ist er als Nachfolger von Walter Schwerdtfeger Präsident des BfArM.
Seit 2013 ist Karl Broich Honorarprofessor an der Medizinischen Fakultät der Rheinischen Friedrich-Wilhelms-Universität Bonn. Er war an mehr als 120 wissenschaftlichen Publikationen beteiligt. Broich ist in verschiedenen Gremien der Europäischen Arzneimittel-Agentur (EMA) tätig.
Seit 2013 ist Broich Vorsitzender der Arbeitsgruppe für das Zentrale Nervensystem bei der EMA.

## Mitgliedschaften
- Deutsche Gesellschaft für Psychiatrie, Psychotherapie und Nervenheilkunde (DGPPN)
- Arbeitsgemeinschaft Neuropsychopharmakologie und Pharmakopsychiatrie (AGNP)
- Deutsche Gesellschaft für Biologische Psychiatrie
- European College of Neuropsychopharmacology (ECNP)
- International Society for CNS Clinical trials in Methodology (ISCTM)
- American Society for Experimental NeuroTherapeutics (ASENT)

## Schriften (Auswahl)
- K. Broich, A. Hartmann, H. J. Biersack, R. Horn: Crossed cerebello-cerebral diaschisis in a patient with cerebellar infarction. In: Neuroscience letters. Band 83, Nummer 1–2, Dezember 1987, S. 7–12, ISSN 0304-3940. PMID 3441301.
- K. Broich, S. Adam, A. Hartmann, H. J. Biersack, F. Grünwald: [Disorders of regional cerebrovascular circulation and neuropsychological findings in dementia of the Alzheimer type]. In: Der Nervenarzt. Band 60, Nummer 3, März 1989, S. 141–148, ISSN 0028-2804. PMID 2785658.
- K. Broich, D. Horwich, A. Alavi: HMPAO-SPECT and MRI in acute disseminated encephalomyelitis. In: Journal of nuclear medicine : official publication, Society of Nuclear Medicine. Band 32, Nummer 10, Oktober 1991, S. 1897–1900, ISSN 0161-5505. PMID 1919728.
- K. Broich, A. Alavi, M. Kushner: Positron emission tomography in cerebrovascular disorders. In: Seminars in nuclear medicine. Band 22, Nummer 4, Oktober 1992, S. 224–232, ISSN 0001-2998. PMID 1439868. (Review).
- K. Broich, S. Heinrich, A. Marneros: Acute clozapine overdose: plasma concentration and outcome. In: Pharmacopsychiatry. Band 31, Nummer 4, Juli 1998, S. 149–151, ISSN 0176-3679. doi:10.1055/s-2007-979318. PMID 9754851.
- K. Broich, F. Grünwald, S. Kasper, E. Klemm, H. J. Biersack, H. J. Möller: D2-dopamine receptor occupancy measured by IBZM-SPECT in relation to extrapyramidal side effects. In: Pharmacopsychiatry. Band 31, Nummer 5, September 1998, S. 159–162, ISSN 0176-3679. doi:10.1055/s-2007-979321. PMID 9832346.
- K. Broich: [Clinical trials using antidepressants and antipsychotics. The pros and cons of placebo control]. In: Bundesgesundheitsblatt, Gesundheitsforschung, Gesundheitsschutz. Band 48, Nummer 5, Mai 2005, S. 541–547, ISSN 1436-9990. doi:10.1007/s00103-005-1038-1. PMID 15887064. (Review).
- K. Broich: Regulatory issues in vascular dementia: a European perspective. In: International psychogeriatrics / IPA. Band 15 Suppl 1, 2003, S. 297–301, ISSN 1041-6102. doi:10.1017/S1041610203009372. PMID 16191258.
- K. Broich: Outcome measures in clinical trials on medicinal products for the treatment of dementia: a European regulatory perspective. In: International psychogeriatrics / IPA. Band 19, Nummer 3, Juni 2007, S. 509–524, ISSN 1041-6102. doi:10.1017/S1041610207005273. PMID 17433121. (Review).
- K. Broich, H. J. Möller: Pharmacogenetics, pharmacogenomics and personalized psychiatry: are we there yet? In: European archives of psychiatry and clinical neuroscience. Band 258 Suppl 1, März 2008, S. 1–2, ISSN 0940-1334. doi:10.1007/s00406-008-1001-x. PMID 18344042.
- K. Broich: Committee for Medicinal Products for Human Use (CHMP) assessment on efficacy of antidepressants. In: European neuropsychopharmacology : the journal of the European College of Neuropsychopharmacology. Band 19, Nummer 5, Mai 2009, S. 305–308, ISSN 1873-7862. doi:10.1016/j.euroneuro.2009.01.012. PMID 19269795.
- K. Broich, M. Weiergräber, H. Hampel: Biomarkers in clinical trials for neurodegenerative diseases: regulatory perspectives and requirements. In: Progress in neurobiology. Band 95, Nummer 4, Dezember 2011, S. 498–500, ISSN 1873-5118. doi:10.1016/j.pneurobio.2011.09.004. PMID 21945642.
- K. Broich, T. Bieber: [Personalised medicine]. In: Bundesgesundheitsblatt, Gesundheitsforschung, Gesundheitsschutz. Band 56, Nummer 11, November 2013, S. 1465–1467, ISSN 1437-1588. doi:10.1007/s00103-013-1843-x. PMID 24170074.